# 愛知県競馬組合
愛知県競馬組合（あいちけんけいばくみあい、英: Aichi Horse Racing Association）は、名古屋競馬場及び中京競馬場で地方競馬を主催する一部事務組合である。ただし、中京競馬場での開催は2002年1月以降休止している。

## 概要
愛知県、名古屋市、豊明市で構成される。2022年4月に名古屋競馬場は愛知県弥富市に移転したが、弥富市は組合に加入していない。
名古屋競馬場の弥富市への移転により、名古屋市は豊明市と同様に中京競馬場の存在によって競馬を主催する権利を有している状態となった。

## 歴史
1949年に開場した名古屋競馬場は当初、愛知県と名古屋市で構成される一部事務組合、名古屋競馬場管理組合が管理していた。1986年4月に豊明市を加えて愛知県競馬組合となった。

## 所属騎手

### 現役所属騎手
騎手は愛知県騎手会（1963年設立）を組織している。2000年代には公式ウェブサイトを開設、運営していた。
- 浅野皓大（あさの こうだい） - 2019年10月1日付で騎手免許を取得[5]。同年10月15日にデビュー。名古屋競馬では2016年4月の加藤聡一以来3年半ぶりの新人騎手デビューとなった[6]。11月1日の名古屋競馬第1競走で地方競馬初勝利[7]。
- 今井貴大（いまい たかひろ）
- 大畑慧悟（おおはた けいご）- 2023年4月1日騎手免許取得、叔父に大畑雅章[8]
- 大畑雅章（おおはた まさあき）
- 尾崎章生（おざき あきお） - 2013年12月26日に一度引退し、カレー店を経営していた[9]が、2015年8月1日付で騎手免許を再取得して復帰した[10]。
- 柿原翔（かきはら しょう）
- 加藤誓二（かとう せいじ） - 2010年5月7日に一度引退したが、尾崎と同様2015年8月1日付で騎手免許を再取得して復帰した[10]。
- 加藤聡一（かとう そういち） - 2016年4月1日付で騎手免許を取得[11]、同年4月19日にデビュー。2016年の第49回日本プロスポーツ大賞で新人賞[12]を、NARグランプリ2016で優秀新人騎手賞を獲得[13]。
- 加藤利征（かとう としゆき）
- 木之前葵（きのまえ あおい）
- 塚本征吾（つかもと せいご） - 2021年4月1日付で騎手免許取得[14][15]。2021年4月19日の令和3年度第2回名古屋競馬1日目第2競走でデビュー[15]。デビュー4戦目となった同日の第5競走で地方競馬初勝利[16]。
- 友森翔太郎（とももり しょうたろう）
- 丹羽克輝（にわ かつき）
- 阪野学（ばんの がく） - 2014年1月18日から2024年11月30日までホッカイドウ競馬に所属[17]。
- 細川智史（ほそかわ さとし） - 2020年4月1日付で騎手免許取得。同年4月21日の令和2年度第2回名古屋競馬でデビュー[18]。同年5月6日の第3回名古屋競馬4日目第12競走で地方競馬初勝利[19]。
- 丸野勝虎（まるの かつと）
- 丸山真一（まるやま しんいち）
- 宮下瞳（みやした ひとみ） - 現姓・小山（ただし登録名は旧姓をそのまま使用[20]）。2011年8月16日に一度引退したが、2016年8月1日付で騎手免許を再取得して復帰[21]。2020年3月23日の名古屋競馬第3競走で日本人女性騎手史上初となる通算1万回騎乗[22]、さらに2021年11月18日に行われた名古屋競馬第2競走で日本の女性騎手として中央・地方を含め史上初となる通算1000勝の快挙をそれぞれ達成した[23]。2017年7月に引退（後述）した小山信行は夫[20]。また2018年9月まで兵庫県競馬組合に騎手として所属していた宮下康一は実兄[24]。
- 村上弘樹（むらかみ ひろき）
- 山田祥雄（やまだ さちお） - 2013年3月24日に廃止となった福山競馬から同年4月1日付で移籍[25]。

### 元所属騎手
- 新山廣道（にいやま ひろみち） - 1970年9月29日付で騎手免許取得。約12年間活躍した後1982年12月1日付で調教師に転身。2020年1月13日、病気のため逝去[26]。
- 坂本敏美（さかもと としみ） - 1985年7月19日に競走中の落馬事故で頸椎損傷の重傷を負い騎手生命を絶たれ[27][28]、その後福井県勝山市で療養生活を送っていたが[29]、2008年2月10日逝去[28]。
- 沖静男（おき しずお） - 2000年4月金沢競馬へ移籍。
- 沢井守（さわい まもる） - 2002年2月19日引退。
- 吉本隆紀（よしもと たかのり） - 2007年3月16日の騎乗を最後に引退したが、その後浦和競馬で厩務員を経て2012年6月1日付で騎手に復帰、2019年6月1日付で佐賀競馬に移籍[30]、2024年5月13日付でホッカイドウ競馬に移籍[31]。
- 清家義徳（せいけ よしのり） - 2009年10月1日引退。
- 倉地学（くらち まなぶ） - 2010年12月23日引退。2011年1月1日付で調教師に転身[32]。
- 福重正吾（ふくしげ しょうご） - 2010年12月23日引退。その後愛知県競馬組合の職員に転身[33]。
- 竹田吉秀（たけだ よしひで） - 2011年3月25日引退。
- 柴田直樹（しばた なおき） - 2012年4月13日引退。
- 吉田稔（よしだ みのる） - 2012年9月30日引退。その後北海道日高町に移住して育成牧場を経営[34]。
- 兒島真二（こじま しんじ） - 2015年2月15日付で佐賀競馬へ移籍[35]。2022年6月19日付で騎手引退[36]。
- 竹下太（たけした ふとし） - 2015年7月31日付で引退、翌8月1日付で調教師に転身[37]。
- 深見勇也（ふかみ ゆうや） - 2015年12月18日引退[38]。
- 山本茜（やまもと あかね） - 2015年12月31日、騎手免許失効により引退[39]。
- 持原大志（もちはら たいし） - 2016年3月31日引退[40]。
- 八木直也（やぎ なおや） - 2016年5月6日引退[41]。
- 安部幸夫（あべ ゆきお） - 2016年7月31日付で引退、翌8月1日付で調教師に転身[42]。
- 小山信行（おやま のぶゆき） - 妻は宮下瞳。2017年1月から韓国・釜山慶南競馬場において調教専門厩務員として活動[20][43]。2017年7月31日付で騎手を引退[44]。
- 宇都英樹（うと ひでき） - 2020年3月31日付で引退、翌4月1日付で調教師に転身。同年3月27日施行の名古屋競馬第8競走が最後の騎乗となった[45]。
- 藤原良一（ふじはら りょういち） - 2022年7月31日付で引退[46]。
- 戸部尚実（とべ なおみ） - 2022年11月30日付で引退。翌12月1日付で調教師に転身[47]。
- 岡部誠(おかべ　まこと)
- 横井将人(よこい　まさと)

## 主な活躍馬
- ジュサブロー - 1986年にオールカマーを勝ち、ジャパンカップにも出走（結果は7着）。
- マルブツセカイオー - 交流元年の1995年にオグリキャップ記念を制覇。
- ゴールデンチェリー - 2000年にクラスターカップを制覇。
- ゴールドプルーフ - 2001年に全日本サラブレッドカップ（現在は廃止）を勝利した後、2003年には東海ステークスを制覇。
- ブラウンシャトレー - 2000年にサラブレッドチャレンジカップ（現在は廃止）を勝った。中央にも遠征し、好成績を収めた。
- マルカセンリョウ - 中央では1勝しか挙げられなかったが、移籍後は2003年に名古屋大賞典、2004年にはかきつばた記念を制覇。
- ヨシノイチバンボシ - 2005年にかきつばた記念を制覇。
- タカラアジュディ - 2004年に名古屋優駿（当時は統一GII）を制覇。
- キングスゾーン - 2007年にサマーチャンピオンを制覇。
- カツゲキキトキト - 平地重賞における日本最多勝記録を持つ（20勝）[48]。現役。

## 不祥事
2022年4月に弥富市に移転した名古屋競馬場のオープニングイベント運営業務の委託業者選定で、業者側に便宜を図った見返りとして同年4～5月にかけて341万円の賄賂を収受したとして、元愛知県競馬組合総務広報課長が受託収賄容疑で、また現金を渡したイベント業者の社員が贈賄容疑で2023年11月8日に愛知県警捜査2課と千種警察署により、それぞれ逮捕された。
2024年12月16日、名古屋地裁は元総務広報課長に懲役2年6月、執行猶予5年、追徴金341万円の判決を言い渡した。